# Uwe Greve

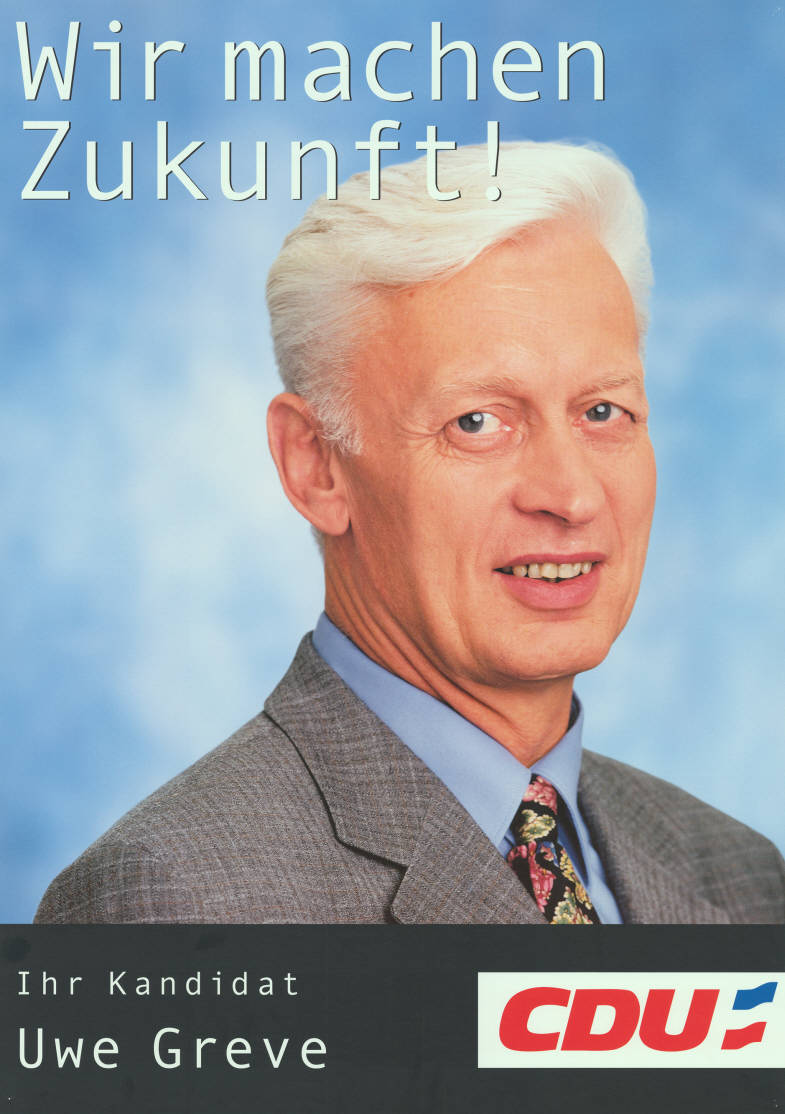
Uwe Greve auf einem Landtagswahlplakat 2000

Uwe Greve (* 28. Dezember 1940 in Leipzig; † 24. Dezember 2005 in Kiel) war ein Kieler Politiker (CDU).

## Ausbildung und berufliche Tätigkeiten
Greve arbeitete von 1969 bis 1970 als wissenschaftlicher Assistent der FDP-Fraktion im Schleswig-Holsteinischen Landtag und wirkte anschließend als freier Publizist und Innovationsberater.

## Politische Laufbahn
Er war seit 1971 Mitglied der Kieler CDU und seit 1994 Landesvorsitzender in der Ost- und Mitteldeutschen Vereinigung. Außerdem führte Greve seit 1998 den Bundesvorsitz des Bismarckbundes e.V., Vereinigung für deutsches Geschichtsbewusstsein. Von 2001 bis März 2005 gehörte er dem Landtag an. Seine Schwerpunkte in der parlamentarischen Arbeit lagen in den Bereichen Europa und Bildung. Bei der Annahme seines Mandats sagte Uwe Greve: „Es gibt rechte und linke Demokraten“ – er selbst ziehe die Bezeichnung „konservativ“ vor. Der Hobbyfußballer war auch ein Aktivposten des FC Landtag.

## Schriften (Auswahl)
- Rhetorik und Demokratie. Die Einflüsse der Redekunst auf die Politik im Wandel der Geschichte, Hermann-Ehlers-Akademie, Kiel 1979.
- Einigkeit und Recht und Freiheit, Kleine Geschichte des Deutschlandliedes, Staats- u. Wirtschaftspolit. Ges, Hamburg 1985, ISBN 3-88527-049-8.
- Bundesrepublik Deutschland, Hpt-Verl.-Ges., Wien 1989, ISBN 3-85128-028-8.
- Lager des Grauens. Sowjetische KZs in der DDR nach 1945, Arndt, Kiel 1990, ISBN 3-88741-145-5.
- Lehrbuch der politischen Redekunst, Keim, Kiel 1990.
- Von der Felshöhle zum Wolkenkratzer. Zur Entwicklung des Hauswesens und Grundbesitzes im Abendland von den Anfängen bis zur Gegenwart, Husum 1990, ISBN 3-88042-494-2.
- Parteienkrise. CDU am Scheideweg, Ullstein, Frankfurt am Main 1993, ISBN 3-548-36612-0.
- Verrat an der Marktwirtschaft, Ullstein, Frankfurt am Main 1994, ISBN 3-548-36627-9.
- Wenn ein Goethedenkmal durch die Bäume schillert. Anekdotisches und Denkwürdiges aus der Welt der Bücher und Schriftsteller, Husum 1998, ISBN 3-88042-856-5.